# К-9 (телесериал)
К-9 — сериал о приключениях собаки-робота K-9 из сериала Доктор Кто, снятый с помощью компьютерной анимации и живых съёмок.

## Развитие
Один из создателей К-9 — Боб Бейкер — давно стремился к созданию сериала, главным героем которого будет металлическая собака. В 1997 журнал Doctor Who Magazine объявил, что Бейкер и продюсер Пол Тэмс создали пробную серию в четырёх частях с предварительным названием Приключения К-9. Журнал опубликовал заявление о том, что пилотная версия будет сниматься в том же году и иметь семизначный бюджет и BBC проявила заинтересованность в покупке прав на показ. Однако финансирование не было получено, и, несмотря на постоянные слухи, сериал оставался в «проектном аду» в течение многих лет.
В 2006 году компания Jetix Europe объявила, что они «объединяются» с Бейкером, Тамсом и Park Entertainment с целью разработки сериала из 26 серий, который затем получил название Приключения К9 и место развития событий — космос. Это объявление, приуроченное к возвращению К-9 в сериал Доктор Кто в серии «Встреча в школе», было подхвачено британской прессой и непосредственно фанатской прессой Доктора Кто.
В 2007 году компания Park Entertainment рассказала, что основным местом событий сериала (к тому времени переименованного в К9) будет Платт, старый космический корабль класса «Прерия», однажды использованный для колонизации астероида.
В дополнение к самому К-9, среди персонажей будет Слокум, «космический бродяга» возрастом чуть за тридцать, и Джилл, сверхактивный компьютерный модуль в виде привлекательной молодой женщины. Этот анонс был оставлен до начала съёмок в Австралии.

## Производство
Каждый эпизод K-9 длиной в 30 минут, сделан для Disney XD (ранее — Jetix) и Network Ten компанией Stewart & Wall Entertainment, в сотрудничестве с лондонским поставщиком оборудования Park Entertainment. Проектом руководит Бейкер; концепция сериала была разработана австралийскими авторами Шейном Краузом и Шейном Армстронгом в сотрудничестве с Бейкером и Полом Тамсом. Бейкер, Крауз и Армстронг — первоначальные авторы сериала, также четыре эпизода были написаны квинслендским автором Джимом Ноубл. Сериал создавался Пенни Уолл и Ричардом Стюартом из Stewart & Wall Entertainment Pty Ltd, а также Саймоном Барнерсом из Park Entertainment. Грант Бредли из Daybreak Pacific и Джин Хоуэлл выступили исполнительными продюсерами. Майкл Каррингтон, глава мультипликационных и программных приобретений для BBC Children’s, сообщил Broadcast, что BBC отказалась от возможности быть вовлечённой в создание сериала «К-9», объяснив: «Так как BBC уже согласилась на множество родственных проектов, мы пришли к заключению, что сериал „К-9“ станет слишком большим дополнением». Поэтому персонажи, такие как Доктор, которые являются собственностью BBC, не появятся в сериале из соображений авторских прав. 
О точной дате выхода официально не объявили, но сериал ожидался в начале 2010 года. В июле 2007 года было подтверждено, что компания Australian Film Finance Corporation одобрила финансирование сериала, а также, что передача была предварительно продана каналу Network Ten. The Pacific Film and Television Commission (PFTC) (впоследствии переименованная в Screen Queensland) также обеспечила дополнительное финансирование. Первая серия снималась с 3 декабря 2008 по 8 мая 2009 года. Сериал снимался в Брисбене, Австралия, съёмки происходили около города и в нескольких зданиях Южного Брисбена. Логотип сериала был обнародован 27 февраля и имеет много общего с оригинальным шрифтом из надписей на корпусе К-9. Трейлер, созданный для продвижения сериала на MIPTV, был показан 2 апреля 2009 года. Так как он был создан раньше, чем началось основное производство сериала, то музыка, титры и голос К-9 другие. Второй трейлер вышел 1 октября 2009 года. Планировался выход второго сезона.

## Концепция
События К-9 происходят в Лондоне недалекого будущего, с 14-летними персонажами Старки и Джорджи, при участии профессора Гриффина, который экспериментирует с пространственно-временным манипулятором, а также «ловкого плута» 15-летнего Дэриуса, который выполняет поручения Гриффина. К-9 следует за злодеем-рептилией воином джиксеном, который проник через портал во времени и пространстве, созданный в результате экспериментов профессора, и спасает жителей Лондона. Защищая их, K-9 вынужден самоликвидироваться, но в состоянии дать Старки инструкции по восстановлению и перестроению себя в более продвинутую форму. К-9 и люди формируют передовую линию фронта по защите от угроз из космоса и из другого времени. Brisbane Times сообщает, что действие сериала происходит в Лондоне 2050 года, и Профессор Гриффин нанят тайным правительственным учреждением «Департамент».
Дизайн К-9 отличается от увиденного в Докторе Кто, потому что Бобу Бейкеру принадлежат права только на К-9, а правами на дизайн оригинального персонажа обладает BBC.

## Серии
Было утверждено 26 серий. Первая серия под названием «Регенерация» была показана на британском канале Disney XD 31 октября 2009 года, а следующая серия — 9 ноября того же года.
- 1 серия — Регенерация
- 2 серия — Освобождение
- 3 серия — Корвен
- 4 серия — Охотник за головами
- 5 серия — Сирены Церера
- 6 серия — Сам страх
- 7 серия — Падение дома Гриффина
- 8 серия — Челюсти Ортруса
- 9 серия — Пожиратели снов
- 10 серия — Проклятие Анубиса
- 11 серия — Ороборос
- 12 серия — Инопланетный аватар
- 13 серия — Эолиец
- 14 серия — Последний дуб
- 15 серия — Чёрный голод
- 16 серия — Шпион из Кембриджа
- 17 серия — Потерянная библиотека УККО
- 18 серия — Коп-мутант
- 19 серия — Хранители
- 20 серия — Таффони и временная петля
- 21 серия — Роботы-гладиаторы
- 22 серия — Чокнутый
- 23 серия — Ангел севера
- 24 серия — Последняя граница
- 25 серия — Пес Корвена
- 26 серия — Затмение Корвена

## Актёрский состав
В роли голоса К-9 выступает Джон Лисон. Уроженка Брисбена Филиппа Култард играет роль Джорджи Тёрнер, непослушного 14-летнего подростка, мать которой работает на таинственный «Департамент». 19-летний Киган Джойс играет Старки, 14-летнего бунтаря-сироту, а 20-летний Даниэль Веббер выступает в роли Дэриуса Пайка, помощника профессора Гриффина, которого в свою очередь играет канадский актёр Роберт Молони. В качестве приглашённой знаменитости выступает Реми Бродвей, задействованный в 14 серии в роли Робина Гуда.

## Показ
| Страна/Регион                                             | Канал(ы)                      | Премьера                                               |
| --------------------------------------------------------- | ----------------------------- | ------------------------------------------------------ |
| Великобритания Ирландия                                   | Disney XD (UK & Ireland) Five | 31 октября 2009 (1 серия) 3 апреля 2010 (Полный сезон) |
| Скандинавия                                               | Disney XD Scandinavia         | 11 января 2010                                         |
| Турция                                                    | Disney XD                     | 6 февраля 2010                                         |
| Польша                                                    | Disney XD Poland              | 6 февраля 2010                                         |
| Болгария · Румыния · Молдова · Словакия · Чехия · Венгрия | Disney Channel CEE            | 6 февраля 2010 (двойная серия)                         |
| Австралия                                                 | Network Ten Cartoon Network   | 3 апреля 2010                                          |
| Италия                                                    | Disney XD (Italy)             | май 2010                                               |
| Нидерланды                                                | Disney XD (Netherlands)       | 2 июня 2010                                            |
| Украина                                                   | Disney Channel Ukraine        | 12 августа 2010                                        |
| Россия                                                    | Карусель                      | 3 сентября 2011                                        |
| Канада                                                    | BBC Kids                      | сентябрь 2012                                          |
| США                                                       | SyFy Kids                     | осень 2012                                             |

## DVD релизы
| Сезон | Название                    | Дата выпуска в Австралии (регион 4) | Дата выпуска в Великобритании (регион 2) | Примечания         |
| ----- | --------------------------- | ----------------------------------- | ---------------------------------------- | ------------------ |
| 1     | The Complete First Series   | 27 сентября 2010                    | 11 декабря 2010 (Exclusive)              | серии 1—26         |
| 1     | The Bounty Hunter           | 27 сентября 2010                    | ?                                        | серии 1—6          |
| 1     | Alien Avatar                | 1 декабря 2010                      | ?                                        | серии 7—12         |
| 1     | Series 1 Vol. 1             | ?                                   | 31 января 2011                           | серии 1—12         |
| 1     | Series 1 Vol. 2             | ?                                   | 18 апреля 2011                           | серии 13—26        |
| 1     | Ultimate Collectors Edition | ?                                   | 4 июня 2012                              | все серии 1 сезона |

## Связь со вселеннойДоктора Кто
Так как этот сериал произведён не BBC, то прямые ссылки на Доктора Кто невозможны из соображений авторских прав. Однако, Бейкер и Тамс подтвердили, что К-9 — это тот же K-9 модель I, который появляется в «Докторе Кто» с серии «Невидимый враг» до «Вторжения во время». В первой серии робот-собака был повреждён и прошёл «регенерацию» в новую, более продвинутую форму, способную летать. В «Проклятии Анубиса» Старки и Джорджи крадут книгу анубианцев и находят в книге список инопланетян, которых они поработили. Некоторые из них: морские дьяволы, мандрел и альфацентавриане.
Решение начать показ сериала в Великобритании 3 апреля, в дату показа серии Доктора Кто Одиннадцатый час с Мэттом Смитом в роли Одиннадцатого Доктора, было объяснено блогом «io9», как способ использования в своих целях всплеск популярности последнего для увеличения популярности нового шоу.